# James Mark Baldwin
James Mark Baldwin (ur. 12 stycznia 1861 w Columbii w Karolinie Południowej, zm. 8 listopada 1934 w Paryżu) – amerykański filozof i psycholog.
Psycholog eksperymentalny, był jednym z założycieli żurnala Psychological Review, wydawanego przez Amerykańskie Towarzystwo Psychologiczne (American Psychological Association, APA). W latach 1897–1898 był prezesem APA. Był profesorem filozofii na Uniwersytecie w Toronto, a później profesorem psychologii i filozofii na Uniwersytecie Princeton, od 1919 wykładał w paryskiej EHESS.
Twórca koncepcji efektu Baldwina, dotyczącego wpływu ewolucji kulturowej na ewolucję genomu ludzkiego. Uważany przez Kena Wilbera za prekursora jego teorii psychologii integralnej.